# NGC 2944-2
NGC 2944-2 is een balkspiraalstelsel in het sterrenbeeld Leeuw. Het bevindt zich in de buurt van NGC 2944-1.

## Synoniemen
- UGC 5144
- IRAS09363+3232
- MCG 6-21-67
- KUG 0936+325B
- ZWG 181.78
- Z 0936+3233
- VV 82
- Arp 63
- PGC 27534